# Strandelhjørn
Strandelhjørn (tysk: Strandelhjörn) er en landsby i Sønderjylland med 78 indbyggere, beliggende 16 km øst for Toftlund, 20 km nordvest for Aabenraa, 13 km syd for Vojens og 21 km sydvest for Haderslev. Den hører til Haderslev Kommune og ligger i Region Syddanmark. I 1970-2006 hørte Strandelhjørn til Nørre-Rangstrup Kommune.
Strandelhjørn hører til Bevtoft Sogn. Bevtoft Kirke ligger i Bevtoft, 7 km nordvest for Strandelhjørn.

## Faciliteter
Landsbyen har legeplads, sportsplads, bålhytte og en kombineret borger- og idrætsforening, der arrangerer flere årlige fester. Børnehave, skole, idrætsfaciliteter og købmand findes i Bevtoft.

## Historie

### Navnet
Byen benævnes "Strandelhorn" (1500) eller "Strandelhornn" (jordebog fra 1535). Det fortolkes således: "stran" betyder "snæver" - "del" betyder "dal" - "hjørn" betyder "horn". "Strandelhjørn" sigter altså til den nærliggende Nipsådal, nemlig "fremspringet ved den snævre dal".

### Amtsbanen
Strandelhjørn havde station på Haderslev Amts Jernbaners strækning Ustrup-Toftlund (1904-1939). Stationsbygningen lå på Strandelhjørn Bygade 22. På amtsbanens tracé mellem Strandelhjørn og Galsted 2 km mod vest er der anlagt cykelsti med nye broer.
På det preussiske målebordsblad er Strandelhjørn en ren landsby med en halv snes gårde. På det danske målebordsblad, der er tegnet efter nedlæggelsen af jernbanen, havde Strandelhjørn skole, smedje, mejeri og missionshus. Det gamle mejeri på Strandelhjørn Bygade 11 blev nedlagt i 1939.

### Genforeningssten
På en "genforeningsplads" over for Strandelhjørn Bygade 16 står en sten, der blev rejst i 1920 til minde om Genforeningen i 1920.